# Valašské Klobouky (stacja kolejowa)
Valašské Klobouky – stacja kolejowa w miejscowości Valašské Klobouky, w kraju zlińskim, w Czechach. Znajduje się na wysokości 420 m n.p.m.
Na stacji istnieje możliwość zakupu biletów na wszystkiego rodzaju pociągi oraz rezerwacji miejsc. 

## Linie kolejowe
- 283 Horní Lideč - Bylnice